# 全日本タッグ王座
全日本タッグ王座（ぜんにほんタッグおうざ）は、全日本女子プロレスが管理、認定していた王座。

## 歴史
1986年2月15日、全日本女子プロレス川崎市体育館大会で行われた初代王座決定戦に勝利した小倉由美&永堀一恵組が初代王者になった。
2005年4月17日、全日本女子の解散により封印。

## 歴代王者
| 歴代   | タッグチーム                                     | 戴冠回数 | 獲得日付       | 獲得場所 （対戦相手・その他）                                                         |
| ------ | ------------------------------------------------ | -------- | -------------- | ------------------------------------------------------------------------------------- |
| 初代   | レッドタイフーンズ （小倉由美&永堀一恵）         | 1        | 1986年2月15日  | 川崎市体育館 ブル中野&コンドル斉藤                                                    |
| 第2代  | オペロン同盟 （小松美加&永友香奈子）             | 1        | 1986年6月21日  | 東京                                                                                  |
| 第3代  | レッドタイフーンズ （小倉由美&永堀一恵）         | 2        | 1986年11月7日  | 大阪府立体育館 1987年4月27日にWWWA世界タッグ王座を獲得したため返上                    |
| 第4代  | ドリル仲前&岩本久美子                            | 1        | 1987年6月28日  | 東京 西脇充子&浅生恭子 1988年返上                                                     |
| 第5代  | 宍戸江利花&木村伸子                              | 1        | 1988年4月2日   | 横浜文化体育館 前田薫&高橋美華                                                        |
| 第6代  | ハニーウィングス （前田薫&高橋美華）             | 1        | 1988年10月10日 | 東京                                                                                  |
| 第7代  | 天田麗文&神谷美織                                | 1        | 1989年3月4日   | 後楽園ホール                                                                          |
| 第8代  | ドリームオルカ （三田英津子&山田敏代）           | 1        | 1989年6月14日  | 東京 1990年3月に山田敏代が負傷のため返上                                              |
| 第9代  | ハニーウィングス （前田薫&高橋美華）             | 2        | 1990年6月1日   | 河内町総合体育館 豊田真奈美&下田美馬                                                  |
| 第10代 | 三田英津子&下田美馬                              | 1        | 1990年11月14日 | 横浜文化体育館                                                                        |
| 第11代 | シンティア・モレノ&エステル・モレノ              | 1        | 1991年4月21日  | 東京                                                                                  |
| 第12代 | 井上貴子&吉田万里子                              | 1        | 1991年8月2日   | 東京                                                                                  |
| 第13代 | 日米新世代タッグ （長谷川咲恵&デビー・マレンコ） | 1        | 1992年1月5日   | 後楽園ホール                                                                          |
| 第14代 | 井上貴子&吉田万里子                              | 2        | 1992年4月25日  | 横浜文化体育館                                                                        |
| 第15代 | 渡辺智子&バット吉永                              | 1        | 1992年12月13日 | 東京                                                                                  |
| 第16代 | 長谷川咲恵&伊藤薫                                | 1        | 1993年4月24日  | 益田市民体育館                                                                        |
| 第17代 | 半田美希&紅夜叉                                  | 1        | 1993年12月6日  | 両国国技館                                                                            |
| 第18代 | キャロル美鳥&大向美智子                          | 1        | 1994年9月27日  | 大阪府立体育会館                                                                      |
| 第19代 | 吉田万里子&玉田りえ                              | 1        | 1995年3月17日  | 東京 1995年返上                                                                       |
| 第20代 | チャパリータASARI&前川久美子                     | 1        | 1995年9月2日   | 東京 玉田りえ&府川由美 1995年返上                                                     |
| 第21代 | タマフカ （玉田りえ&府川由美）                   | 1        | 1995年12月4日  | 両国国技館                                                                            |
| 第22代 | シュガー佐藤&永島千佳世                          | 1        | 1996年9月1日   | 東京 1997年9月21日に永島千佳世が負傷のため返上                                        |
| 第23代 | ナナモモ （高橋奈苗&中西百重）                   | 1        | 1997年11月23日 | 愛知県体育館 元川恵美&大隅沙理                                                        |
| 第24代 | ミホカヨ （脇澤美穂&納見佳容）                   | 1        | 1998年3月13日  | 大阪府立体育会館 1998年に納見佳容が負傷のため返上                                     |
| 第25代 | ナナモモ （高橋奈苗&中西百重）                   | 2        | 1998年8月23日  | 川崎市体育館 坂井澄江&藪下めぐみ 1998年10月10日にWWWA世界タッグ王座に挑戦するため返上 |
| 第26代 | 小杉夕子&坂井澄江                                | 1        | 1998年11月10日 | 東京 脇澤美穂&納見佳容                                                                |
| 第27代 | ミホカヨ （脇澤美穂&納見佳容）                   | 2        | 1998年11月29日 | 横浜アリーナ                                                                          |
| 第28代 | 倉垣翼&美咲華菜                                  | 1        | 1999年7月10日  | フジテレビ屋上庭園                                                                    |
| 第29代 | ミホカヨ （脇澤美穂&納見佳容）                   | 3        | 2000年5月12日  | 北海道立総合体育センター 2001年12月16日に脇澤美穂が引退のため返上                     |
| 第30代 | ブルキャッツ （春山香代子&米山香織）             | 1        | 2002年7月20日  | 桂スタジオ 藤井巳幸&西尾美香 2003年2月18日返上                                        |
| 第31代 | Hikaru&西尾美香                                  | 1        | 2003年3月21日  | 後楽園ホール 藤井巳幸&前村早紀 2003年5月10日空位                                      |
| 第32代 | 米山香織&前村早紀                                | 1        | 2004年1月4日   | 後楽園ホール Hikaru&松尾永遠                                                          |
| 第33代 | NEOマシンガンズ （タニー・マウス&宮崎有妃）      | 1        | 2004年9月23日  | 後楽園ホール                                                                          |
| 第34代 | 井上貴子&渡辺智子                                | 1        | 2004年10月6日  | 後楽園ホール 2005年4月17日封印                                                        |